# Axylia sciodes
Axylia sciodes là một loài bướm đêm trong họ Noctuidae.